# Hydrocyphon nuristanicus
Hydrocyphon nuristanicus es una especie de coleóptero de la familia Scirtidae.

## Distribución geográfica
Habita en Afganistán.